# St. Paul's Bay
Saint Paul's Bay, dalším jménem San Pawl il-Baħar, je město v Severním regionu ostrovního státu Malta. Je situován šestnáct kilometrů severozápadně od hlavního města Valletty. Saint Paul's Bay je největším městem v severním regionu a sídlem jeho Regionálního výboru.

## Historie

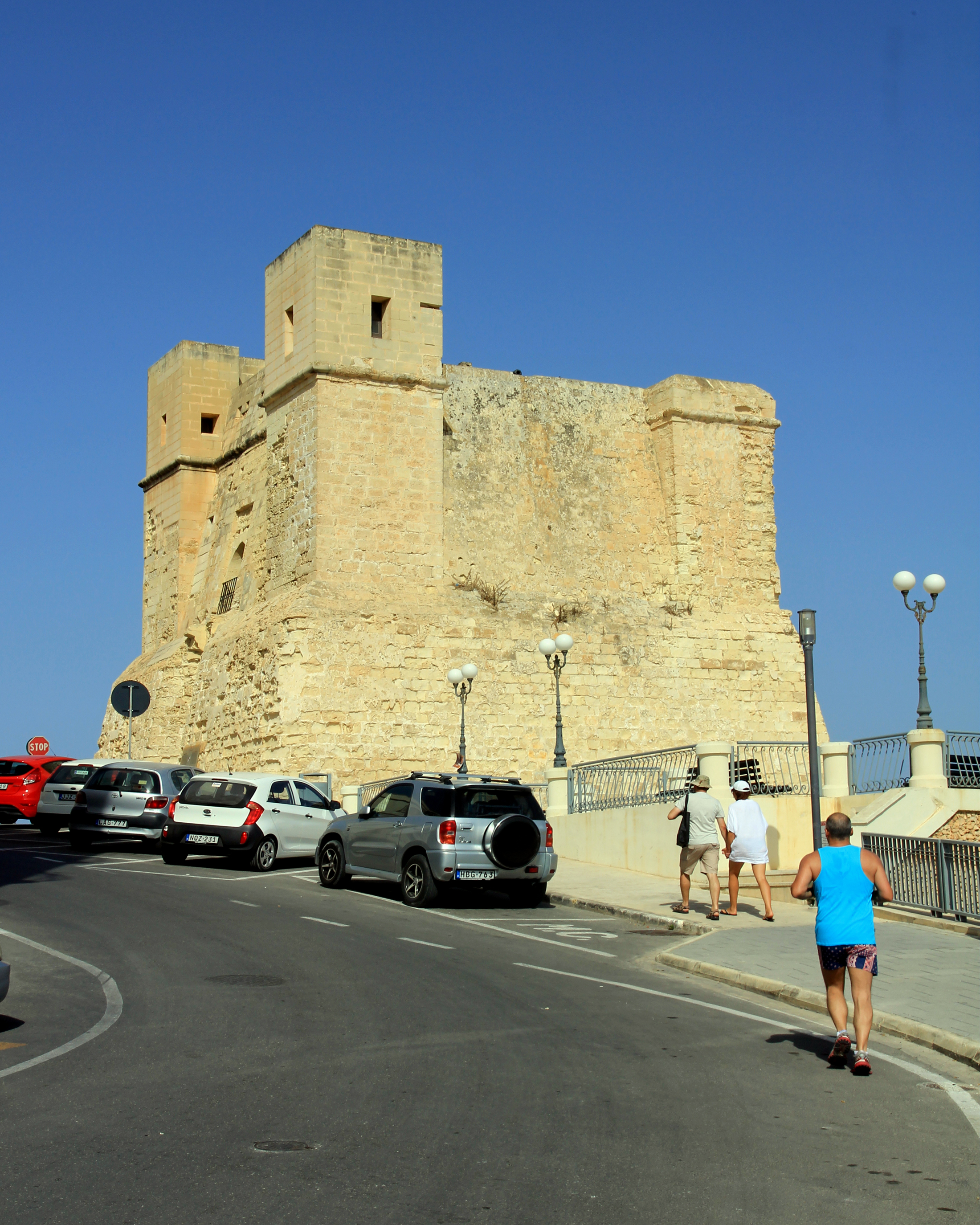
Opevněná věž Wignacourt Tower

Nejstarší archeologické nálezy potvrzují osídlení lidmi v oblasti St. Paul's Bay až do období let 4000 př. n. l. Jde především o pozůstatky megalitických chrámů v Buġibbě a Xemxiji. Kromě toho se zde nalézají také doposud nevysvětlené „koleje“, souběžné linie zahloubené do podkladu například na Wardija Ridge v Busewdien. Byly zde nalezeny také Punské hrobky a další pozůstatky z doby bronzové. Během římského období se Saint Paul's Bay stal důležitým přístavem. Pozůstatky římského silničního provozu, zbytky lázní nebo staré včelí úly byly nalezeny v Xemxiji, na mořském dně byly nalezeny lodní kotvy z římských plavidel.
Podle páté knihy Nového zákona Skutky apoštolů ztroskotala loď vezoucí apoštola Pavla do Říma na ostrově, který řada historiků určila jako Maltu. Tradičně jsou Ostrov Svatého Pavla a Záliv Sv. Pavla (St. Paul's Bay) označovány jako místo, kde ke ztroskotání došlo.
Během období vlády Řádu Maltézských rytířu zde byla vybudována řada opevnění. Prvním z nich byla opevněná věž Wignacourt Tower, postavená v roce 1610, která je nyní nejstarší přežívající strážní věží na Maltě. Qawra Tower byla postavena v roce 1638 a další tři pevnůstky byly postaveny na různých částech pobřeží zálivu svatého Pavla. Z nich dnes přežívá pouze Arrias Battery, protože Dellija Redoubt a Perellos Redoubt byly zničeny v 20. století.

## Další informace
V části/městečku Qawra se nachází oceanárium Malta National Aquarium.